# Jelena Wladimirowna Petrowa
Jelena Wladimirowna Petrowa (russisch Елена Владимировна Петрова; * 13. Oktober 1966 in Leningrad) ist eine ehemalige sowjetische Judoka, die ab 1993 für Russland startete. Sie trat im Halbmittelgewicht (bis 61 kg) an, 1992 gewann sie in dieser Gewichtsklasse eine olympische Bronzemedaille.

## Sportliche Karriere
Petrowa erreichte bei den Judo-Weltmeisterschaften 1989 in Belgrad mit vier Siegen das Finale, dort unterlag sie der Französin Catherine Fleury. 1990 belegte sie den fünften Platz bei den Europameisterschaften, gewann aber ihre Gewichtsklasse bei den Goodwill Games in Seattle durch einen Sieg über die Britin Diane Bell. 1991 belegte sie erneut den fünften Platz bei den Europameisterschaften.  
1992 trat keine sowjetische Mannschaft mehr an, sondern das Vereinte Team als Vertretung der Gemeinschaft unabhängiger Staaten (GUS). Bei den Europameisterschaften in Paris unterlag sie frühzeitig gegen die Deutsche Frauke Eickhoff, nach zwei Siegen in der Hoffnungsrunde gewann sie auch den Kampf um Bronze gegen Catherine Fleury. Drei Wochen nach den Europameisterschaften siegte Petrowa bei den Militärweltmeisterschaften. Bei den Olympischen Spielen 1992 standen erstmals Damen-Wettbewerbe im Judo auf dem Programm. Bereits ihren ersten Kampf gegen Frauke Eickhoff verlor Petrowa nach 47 Sekunden durch Ippon. In der Hoffnungsrunde gewann sie gegen die Niederländerin Jennifer Gal, die Belgierin Gella Vandecaveye, die Spanierin Begoña Gomez und im Kampf um Bronze gegen die Südkoreanerin Koo Hyun-sook.
1993 gewann sie den Titel bei den russischen Meisterschaften. Bei den Goodwill Games 1994 in Krasnojarsk belegte Petrowa den dritten Platz. 1996 belegte sie mit der russischen Mannschaft den dritten Platz bei den Mannschaftseuropameisterschaften. Bei den Militärweltmeisterschaften 1997 verlor sie im Finale gegen die Chinesin Qi Suxia. 1998 belegte Petrowa noch einmal den fünften Platz bei den Europameisterschaften und wurde in Sankt Petersburg wie im Vorjahr Zweite der Militärweltmeisterschaften.